# ژیانگ
ژیانگ (به لاتین: Jiange County) یک شهرستان در جمهوری خلق چین است که در گوانگیوان واقع شده‌است.